# 描籠涯

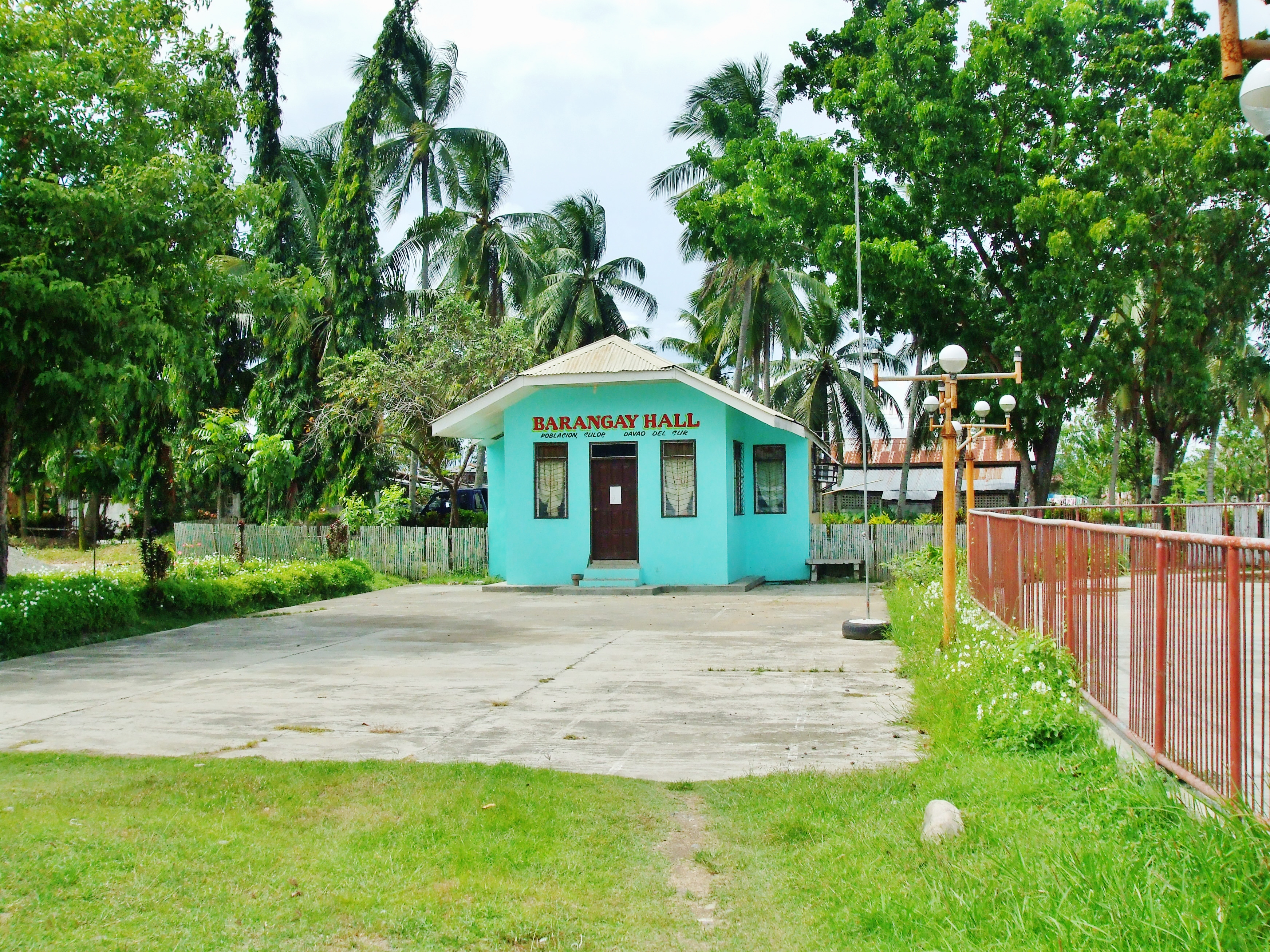
南達沃省蘇洛普描籠涯會堂

描籠涯（閩南語白話字：bâ-lâng-gâi，簡寫为Brgy或者Bgy，[baɾaŋˈɡaj]，發音跟西班牙語一樣），前稱描溜（barrio），是菲律賓最小的行政區劃，在當地泛指一個村莊、地區或選區。而口語上，描籠涯通常指的是內城社區、郊區或近郊社區。描籠涯一詞源於描籠涯船（Balangay），一種南島民族移居到菲律賓時所使用的船。在菲律賓，直轄市和城市皆由描籠涯所組成，而描籠涯可再進一步細分為稱作普羅克（purok）的小區，以及錫蒂烏（描籠涯以內的內飛地，特別是在農村地區）。截至2015年6月，整個菲律賓總共有42029個描籠涯。